# 1719 год в науке
В 1719 году в науке и технике произошло несколько значимых событий.

## Ботаника
- Иоганн Якоб Диллениус опубликовал ботанический каталог Catalogus plantarum sponte c. Gissam nascentium, проиллюстрированный и выгравированный им самим, включив в него описания множества новых видов.

## Родились
- 23 января — Джон Ланден[англ.], английский математик (умер в 1790).
- 4 августа — Иоганн Готлоб Леман, немецкий минералог и геолог (умер в 1767).
- 20 августа — Кристиан Майер, немецкий учёный-иезуит, астроном, физик, геодезист, картограф и меторолог (умер в 1783).
- 27 сентября — Авраам Готтгельф Кестнер, немецкий математик и автор эпиграмм (умер в 1800).
- 20 октября — Готфрид Ахенвалль, немецкий философ, историк, экономист, юрист, педагог, один из основоположников статистики (умер в 1772).

## Умерли
- 12 января — Джон Флемстид, английский астроном, первый директор Гринвичской обсерватории (род. в 1646).
- 13 марта — Иоганн Фридрих Бёттгер, немецкий алхимик, изобретатель европейского фарфора (род. в 1682).
- 24 июня — Джеймс Сазерленд[англ.], шотландский ботаник (род. в 1638 или 1639).
- 8 ноября — Мишель Ролль, французский математик (род. в 1652).